# Parque Europa (Bilbao)
El parque Europa es un parque municipal de la ciudad vizcaína de Bilbao en el País Vasco (España). Se encuentra entre los distritos de Begoña y Ocharcoaga-Churdínaga, entre los barrios de Ocharcoaga, Churdínaga y Santuchu.

## Historia
Se trata de un parque romántico proyectado por el arquitecto Manuel Salina, en el cual se encuentran paseos asfaltados, áreas verdes, estanques, esculturas y varios edificios, entre ellos un invernadero, un frontón, gimnasio, quiosco y varios templetes.

## Restauración
El parque fue restaurado en 2002, y ahora cuenta con zona canina, infantil y deportiva. Tiene el certificado de calidad Protocolo Q-Plus.

## Accesibilidad
Se puede acceder por autobús en las líneas de Bilbobus 03, 13, 30, 34 y 38. Las estaciones de Metro de Santutxu y Basarrate, en las Líneas 1 y 2, y la de Txurdinaga, en la Línea 3, se encuentran cerca del parque.